# Alte Apotheke (Hedemora)

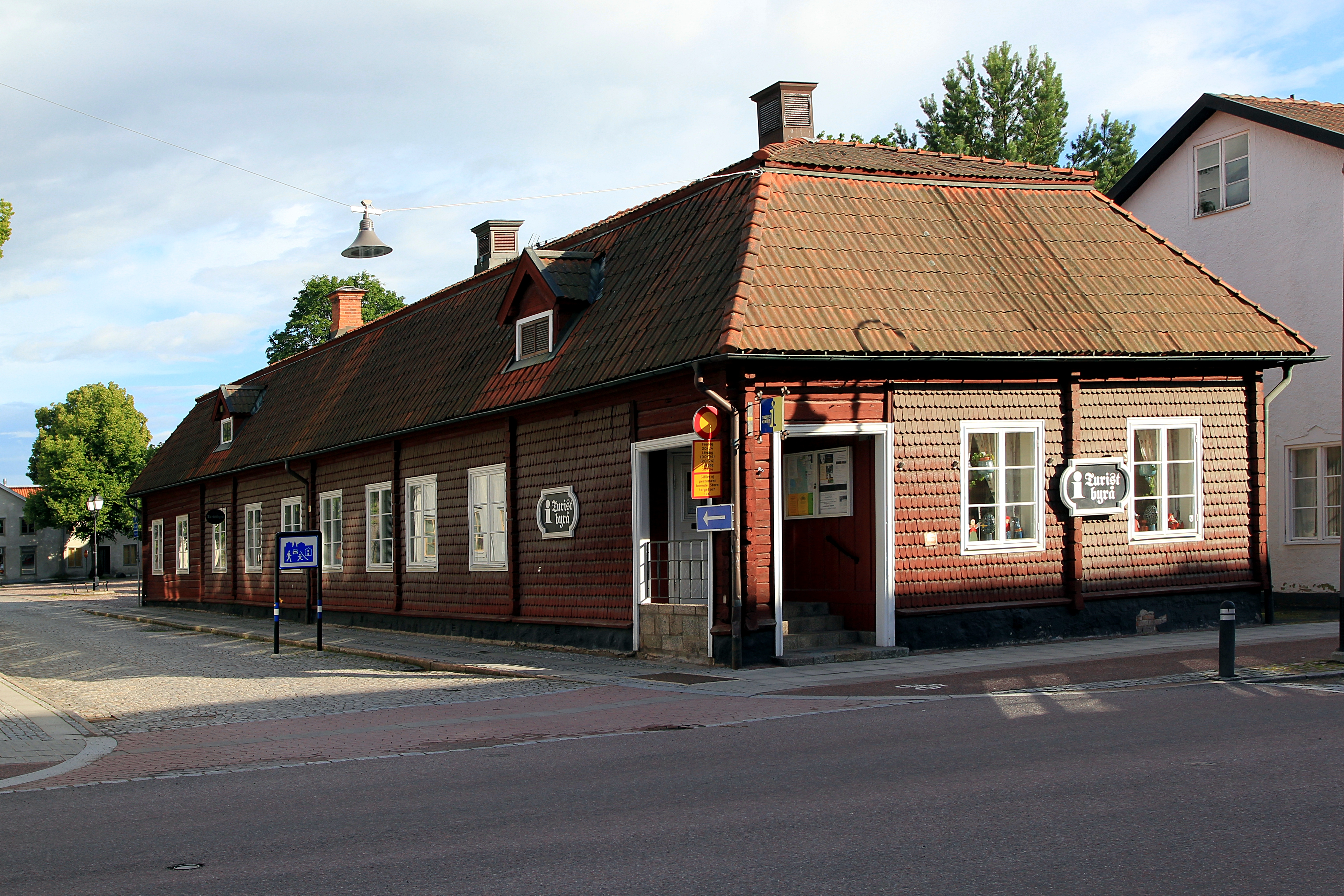
Alte Apotheke

Die Alte Apotheke ist ein historisches Gebäude am Marktplatz (Stora Torget) in der schwedischen Ortschaft Hedemora, das 2010 den Status eines Baudenkmals erhielt.
Das eingeschossige Haus mit ausgebautem Dachgeschoss hat eine teilweise sichtbare Grundkonstruktion aus rotgefärbten Holzbalken, die überwiegend mit roten Holzschindeln bedeckt sind. Das Gebäude bildet einen Winkel der den anliegenden Straßen folgt. Auf der Hofseite dieses Winkels befindet sich ein turmartiger Eingangsbereich. Verschiedene Details wie die weißen Fenster und Türen sind mit Elementen im Stile der schwedischen Nationalromantik geschmückt. Diese entstanden vorwiegend während eines Umbaus 1897 unter Leitung des Architekten Lars Israël Wahlman.
Das Haus wurde vermutlich 1779 von einem Geschäftsmann errichtet. Als Apotheke wurde es ab 1849 genutzt, nachdem der Apotheker C. A. Ruth eingezogen war. Von 1752 bis zu diesem Zeitpunkt befand sich die Apotheke des Ortes in einem Nachbargebäude. Bis 1988 wurden hier Arzneimittel und andere Medizinprodukte verkauft. Danach war im Gebäude bis 2013 das örtliche Touristenbüro untergebracht. Gegenwärtig befinden sich im Haus verschiedene Arbeitsräume.

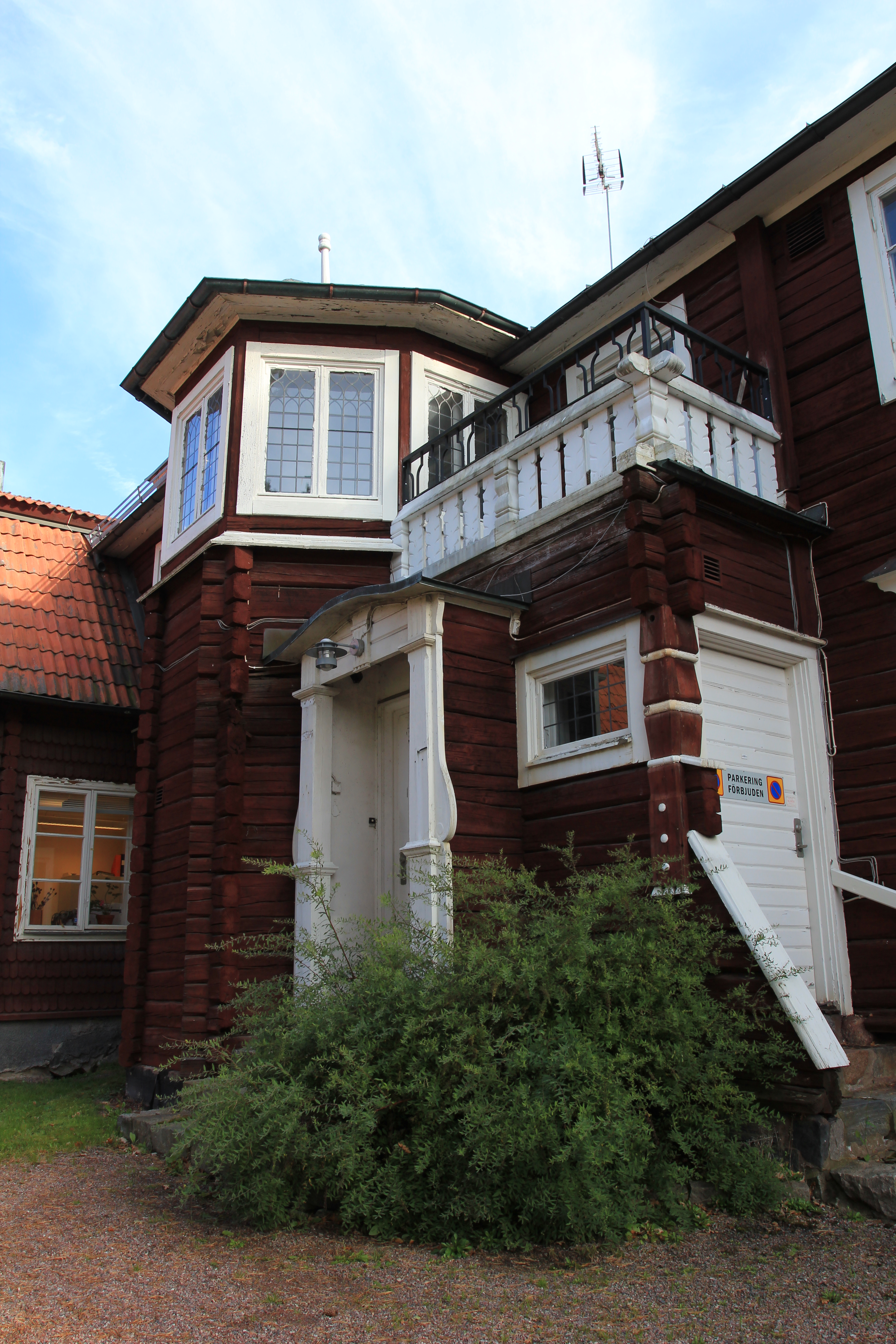
Turm im Innenhof
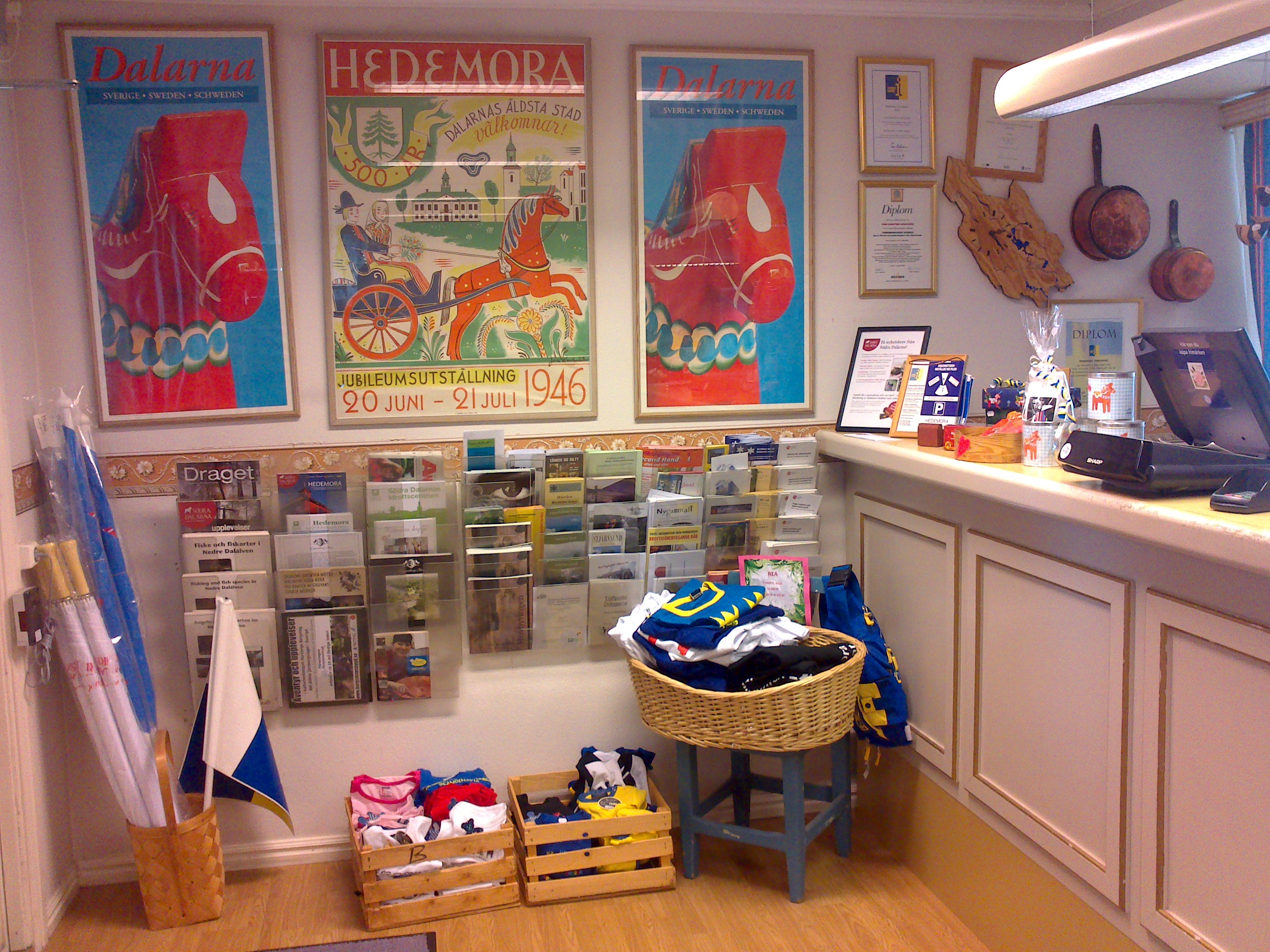
Nutzung als Touristenbüro (2012)
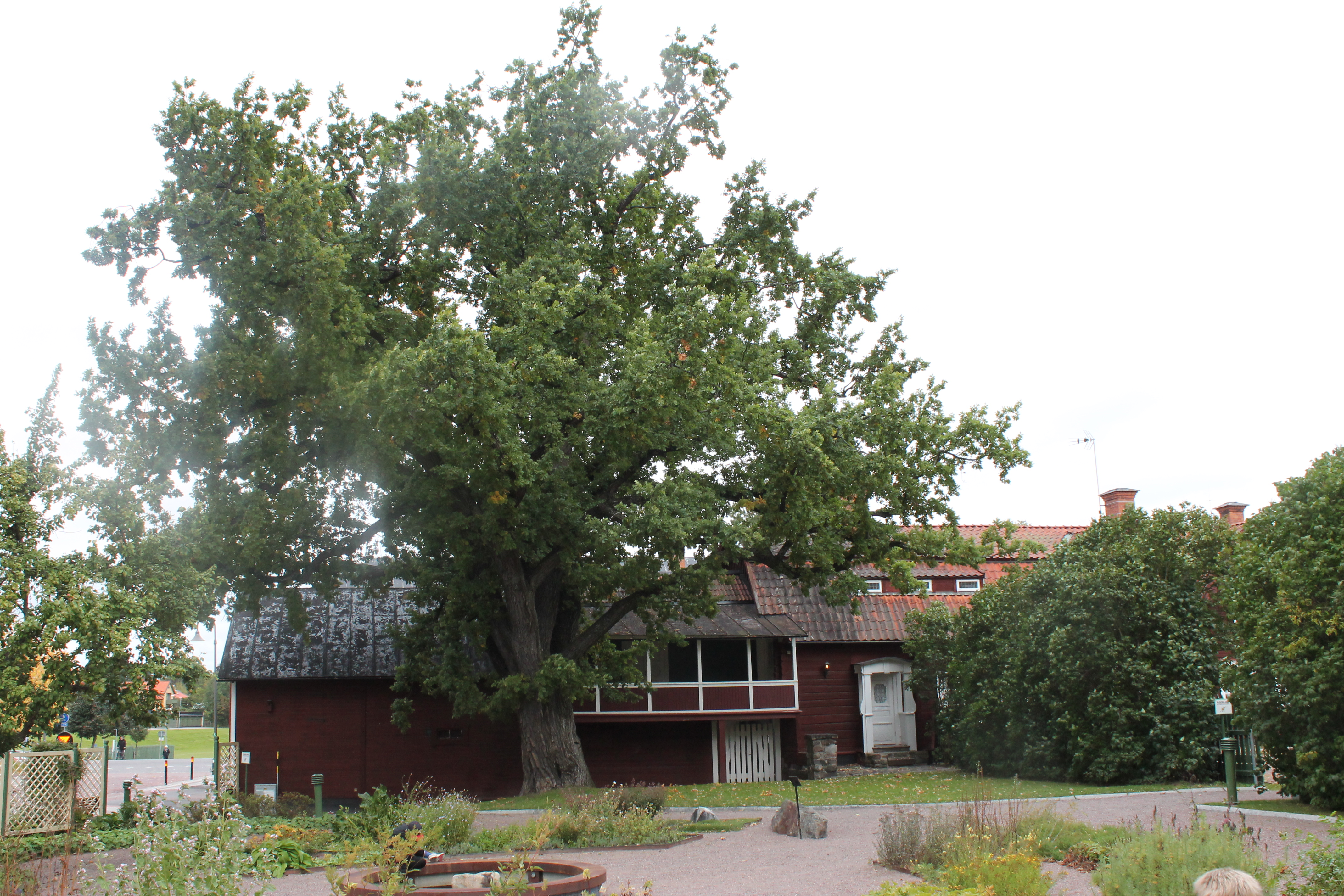
400-jährige Eiche im Garten